# Condado de Schuyler (Illinois)
O Condado de Schuyler é um dos 102 condados do Estado americano de Illinois. A sede do condado é Rushville, e sua maior cidade é Rushville. O condado possui uma área de 1 143 km² (dos quais 11 km² estão cobertos por água), uma população de 7 189 habitantes, e uma densidade populacional de 6 hab/km² (segundo o censo nacional de 2000). O condado foi fundado em 13 de janeiro de 1825.